# Laila Pakalniņa
Laila Pakalniņa née le 4 juin 1962 à Liepāja est une artiste et cinéaste lettonne. 
En 1986, elle est diplômée en journalisme télévisuel à l'Université de Moscou et en 1991, elle obtient son diplôme de réalisation cinématographique à l'Institut national de la cinématographie de Moscou. Ses films ont été plusieurs fois présentés au Festival de Cannes et à la Mostra de Venise,.
Au mois d’août 2015, la réalisatrice a présenté son nouveau film Ausma inspiré de l'histoire de l'icône du communisme Pavlik Morozov,.
Ināra Kolmane produit plusieurs de ses films .

## Filmographie

### Fictions
- 1992 : Anna's Christmas (Annas Ziemassvētki) [6]
- 1998 : La Chaussure (Kurpe)
- 2001 : Papa Geno, court-métrage
- 2002 : Mārtiņš
- 2003 : The Python (Pitons)
- 2004 : It'll Be Fine, court-métrage du film Visions of Europe
- 2012 : Picas
- 2015 : Ausma
- 2015 : Čau, Rasma!
- 2016 : Rumba
- 2020 : In the Mirror

### Documentaires
- 1988 : Et (Un)[6]
- 1990 : Le Choix (Izvēle)
- 1991 : The Dome (Doms)
- 1991 : Le Pèlerinage (Iešana)
- 1991 : Le Linge (Veļa)
- 1993 : L'Église (Baznīca)
- 1994 : Prāmis (Le Ferry) (court métrage)
- 1995 : Pasts (Le Courrier)  (court métrage)
- 1995 : Ubāns (consacré au peintre Konrāds Ubāns)
- 1996 : Le Chêne (Ozols)
- 2001 : Papa Gena (court métrage)
- 2001 : Mostieties! (court métrage)
- 2002 : Mārtiņš (court métrage)
- 2004 : Leiputrija
- 2004 : L'Autobus (Autobuss)
- 2006 : Teodors (court métrage)
- 2008 : Par dzimtenīti
- 2010 : Pa Rubika ceļu (court métrage)
- 2011 : 33 zvēri Ziemassvētku vecītim
- 2012 : La Neige (Sniegs) (court métrage)
- 2013 : La Cheminée (Skurstenis) (court métrage)
- 2013 : Quarante deux (Četrdesmit divi) (court métrage)
- 2014 : Un hôtel et une balle (Viesnīca un bumba)[7]
- 2014 : A Dream of Snow (court métrage)
- 2017 : Zirdziņ, hallo! (court métrage)